# Tatsuya Tanaka (Fußballspieler, 1982)
Tatsuya Tanaka (jap. 田中 達也 Tanaka Tatsuya; * 27. November 1982 in Shūnan, Yamaguchi) ist ein japanischer Fußballspieler.

## Karriere
Der aus Yamaguchi stammende Tanaka ging ab 1998 auf die Teikyō-Oberschule in Tokio. Nachdem er dort in seinem letzten Jahr 2000 zum besten Spieler der Oberschul-Fußballliga gekürt wurde, begann er seine Profikarriere in der Saison 2001 bei den Urawa Reds. Sein erstes Spiel machte er am 29. April 2001 gegen die Kashima Antlers. Sein erstes Tor erzielte er am 12. Mai 2001 gegen Tokyo Verdy. In der ersten Zeit war er meist der Joker des Teams, der in der Endphase des Spiels eingewechselt wurde. Dadurch, dass er dies immer öfter zu Toren nutzen konnte, spielte er sich schließlich in die Stammelf. Der bis dahin größte Vereinserfolg von Urawa im Jahre 2003, der Gewinn des Ligapokals, wurde auch zu einem der größten persönlichen Erfolge von Tanaka. Im Finale, das nach dem verlorenen Finale 2002 erneut gegen den Erzrivalen aus Kashima ausgetragen wurde, bereitete er das 1:0 vor und erzielte, nachdem er mit einem Dribbling fast die gesamte Kashima-Abwehr ausgespielt hatte, das 3:0 selbst. Das Spiel endete 4:0 und Urawa hatte den ersten Titel seiner Klubgeschichte gewonnen. Tanaka bekam den New Hero Award und wurde auch zum MVP gewählt.
Im Spiel gegen Kashiwa Reysol am 15. Oktober 2005 erlitt Tanaka einen komplizierten Fußbruch, der eine lange verletzungsbedingte Zwangspause nach sich zog. Seine Rückkehr feierte er am 19. Juli 2006 im Spiel gegen Albirex Niigata. Drei Tage später, im Spiel gegen Kawasaki Frontale, gelang ihm schon sein erstes Tor nach seiner Rückkehr.
Auf internationaler Ebene spielte Tanaka seit 2002 in den verschiedenen Jugendnationalmannschaften. Mit dem U-23-Team nahm er 2004 an den Olympischen Spielen in Athen teil. Am 31. Juli 2005 stand er dann gegen China das erste Mal in der Startformationen bei der A-Nationalmannschaft und erzielte gleich ein Tor. Nach seiner Verletzung feierte er im Spiel gegen Trinidad und Tobago seine Rückkehr in die Nationalelf.

## Spielstil
Tanakas Spiel lebt von seiner Schnelligkeit. Dies nutzen seine Mitspieler mit Pässen in den freien Raum, Tanaka ist aber auch bei einem hohen Tempo zu einem kontrollierten Dribbling fähig. Außerdem kann Tanaka auf einen für einen Stürmer so wichtigen ausgeprägten Torinstinkt vertrauen, der ihm schon einige Abstaubertore ermöglichte.